# Andrew Rossi
Andrew Rossi est un réalisateur et un producteur de documentaires américain. 

## Biographie
Andrew Rossi est l'auteur de deux documentaires sur la gastronomie dans la ville de New York : Eat This New York diffusé sur Sundance Channel en 2004, et Le Cirque : A Table in Heaven (en), documentaire sur le célèbre restaurant new-yorkais Le Cirque, présenté au Full Frame Documentary Film Festival en 2007 et diffusé sur HBO.
Il est également l'auteur de À la une du New York Times, film documentaire sur le quotidien américain The New York Times sorti dans les salles en 2011.

## Filmographie
- 2004 : Eat This New York
- 2007 : Le Cirque : A Table in Heaven (en)
- 2011 : À la une du New York Times (Page One: Inside the New York Times)
- 2014 : Ivory Tower (en)